# برولة

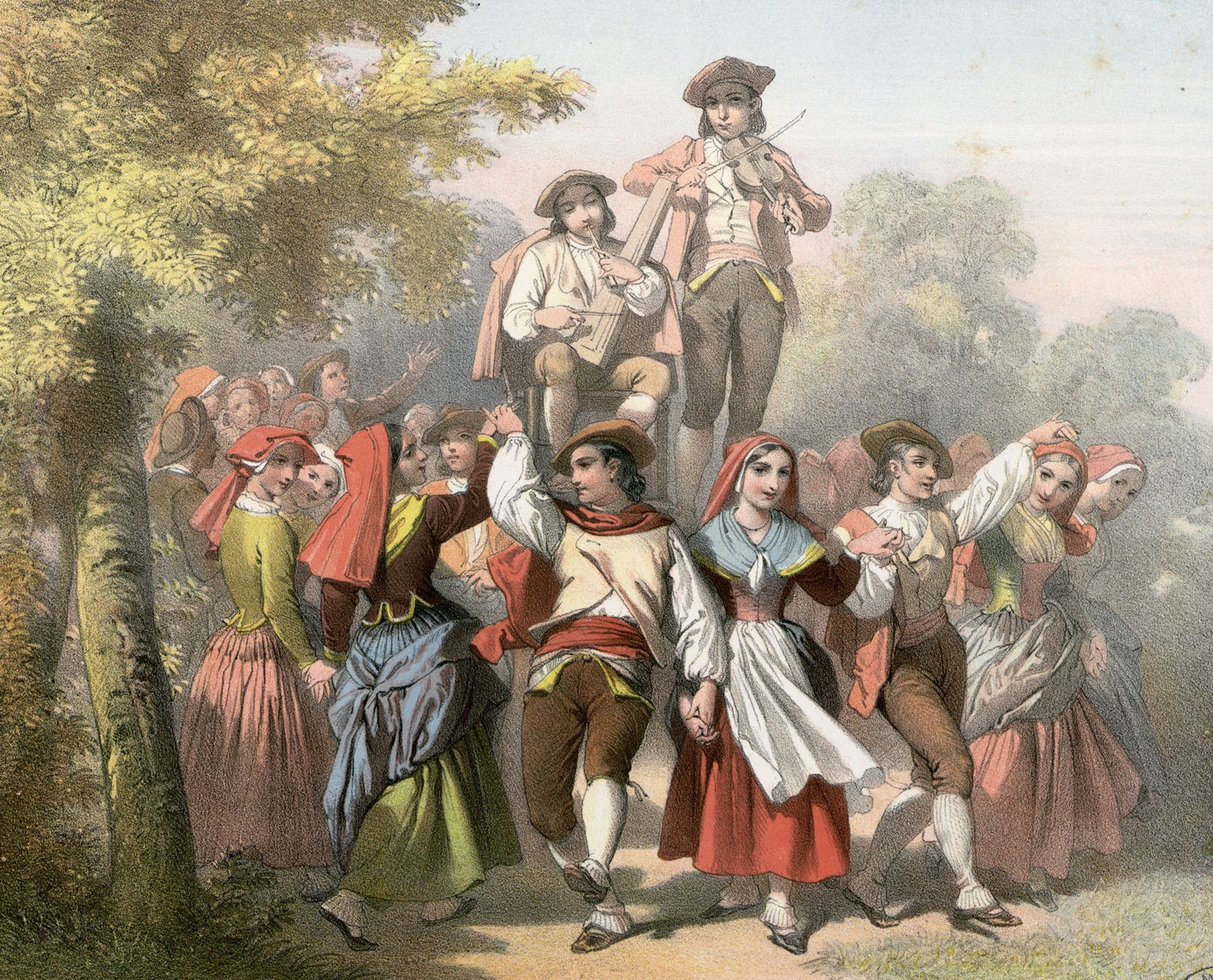
رقص البرولة

البَرْوَلة هو نوع من الرقص الفرنسي المشهور من من أوائل القرن السادس عشر حتى الوقت الحاضر، وهو رقص أزواج إما في خط أو دائرة. يشير المصطلح أيضًا إلى الموسيقى والخطوة المميزة للرقص.